# Бергеруд, Торбьёрн
Торбьёрн Ситтруп Бергеруд (норв. Torbjørn Sittrup Bergerud; род. 16 июля 1994, Драммен, Бускеруд) — норвежский гандболист, вратарь немецкого клуба «Фленсбург-Хандевитт» и сборной Норвегии. Серебряный призёр чемпионатов мира 2017 и 2019 годов.

## Карьера

### Клубная
В 2011 году Торбьёрн Бергеруд начал выступать за ГК «Драммен». В 2015 году Бергеруд перешёл в ГК «Луги». В 2016 году Бергеруд переходит в датский клуб «Твис-Хольстебро». С сезона 2018/19, Торбьёрн Бергеруд перейдёт в «Фленсбург-Хандевитт»

### В сборной
Бергеруд выступает за сборную Норвегии. Дебютировал в сборной Норвегии 4 июня 2013 года. Торбьёрн Бергеруд провёл за сборную более 150 матчей. Серебряный призёр чемпионатов мира 2017 и 2019 годов.

## Семья
В настоящее время Торбьёрн Бергеруд встречается с Хеге Баккен Вальквист. Хеге Баккен Вальквист гандболистка, выступает за женскую команду Твис Хольстебро.

## Титулы
- Серебряный призёр чемпионатов Мира: 2017, 2019

## Статистика
Статистика Торбьёрна Бергеруда в сезоне 2019/20 представлена на 27.1.2020
| Сезон          | Клуб                | Лига       | Матчи | Голы | 7-метр | Голы |
| -------------- | ------------------- | ---------- | ----- | ---- | ------ | ---- |
| 2018/19        | Фленсбург-Хандевитт | Бундеслига | 32    | 0    | 0      | 0    |
| 2019/20        | Фленсбург-Хандевитт | Бундеслига | 20    | 0    | 0      | 0    |
| 2018 — по н.в. | Итого               | Бундеслига |       |      |        |      |